# Ottersta
Ottersta är en bebyggelse sydväst om Sorunda kyrka i Sorunda socken i Nynäshamns kommun. År 2018, men ej 2020, avgränsades området som en del av tätorten Sorunda. Vid avgränsningen 2023 klassades området som en separat småort.